# Blackenstock
Der Blackenstock ist ein 2930 m ü. M. hoher Berg in den Urner Alpen in der Schweiz.

## Geographie
Er liegt im Kanton Uri auf dem Gebiet der Gemeinden Attinghausen und Isenthal unmittelbar nordwestlich des Surenenpasses. Zusammen mit dem Engelberger Rotstock, dem Wissigstock und dem Brunnistock bildet er den Talabschluss des Isentals. Ungefähr zwei Kilometer nördlich befindet sich der ähnlich hohe Uri Rotstock, während im Süden auf der anderen Seite der Surenen der höhere Schlossberg liegt. Gegen Norden fällt das Terrain relativ gemächlich ab und wird zu einem grossen Teil durch den Blüemlisalpfirn ausgefüllt, der bis auf eine Höhe von ca. 2300 m ü. M. reicht, während das Gelände zum Surenenpass hin abrupt mehrere hundert Meter als eindrucksvolle Felswand abfällt.

## Alpinismus
Im Gegensatz zum Uri Rotstock führen auf den Blackenstock keine Wegspuren. Er kann als Hochtour vom Isental über die Gitschenhörelihütte begangen werden, wobei der Gipfel über den Westgrat (ZS) oder den Ostgrat (WS+) erreicht werden kann. Beide Routen führen im unteren Teil über den Blüemlisalpfirn.